# كرايغ بيلينغتون
كرايغ بيلينغتون هو لاعب هوكي الجليد كندي، ولد في 11 سبتمبر 1966 في لندن في كندا.

## وصلات خارجية
- كرايغ بيلينغتون على موقع دوري الهوكي الوطني (الإنجليزية)
- كرايغ بيلينغتون على موقع EliteProspects.com (الإنجليزية)
- كرايغ بيلينغتون على موقع HockeyDB.com (الإنجليزية)
- كرايغ بيلينغتون على موقع Hockey-Reference.com (الإنجليزية)